# IMI Tavor TAR–21
A Tavor, vagy TAR–21 az Israel Military Industries (IMI) Ltd. által kifejlesztett modern, 5,56 mm-es gépkarabély. A fegyver típusjele a Tavor Assult Rifle for 21st Century angol kifejezés rövidítéséből ered. (A Tavor a galileai Táborhegy héber elnevezése). Az izraeli hadsereg a TAR–21-est választotta a hadsereg következő generációs alapfegyverének.

## Szerkezeti kialakítása
A TAR–21 bullpup elrendezésű, akárcsak a francia FAMAS, az angol SA80 és az osztrák Steyr AUG karabélyok. A fegyver előnyös tulajdonsága, hogy jobb- és balkezes katonák egyaránt használhatják. A TAR–21 vízálló és könnyebb, mint az M4-es. A fegyver tartalmaz egy lézeres célzóberendezést, valamint felszerelhető rá többféle optikai irányzék (többek között éjszakai irányzék is). A TAR–21-es a NATO szabványosított 5,56 mm-es lőszereit használja és felszerelhető rá az M203-as gránátvető.

## Típusváltozatok
- TAR–21 – alapváltozat
- STAR–21 (Sharpshooter TAR–21) – mesterlövész változat, hosszabb csővel, a csőre szerelt villaállvánnyal, optikai irányzékkal.
- CTAR–21 (Commando TAR-21) – rövidebb csővel készült változat
- MTAR–21 (Micro TAR-21) – nagyon rövid csővel gyártott kompakt változat
- Fort–221, Fort–222, Fort–223, Fort–224 – az ukrajnai Fort fegyvergyár által gyártott licencváltozatok[1][2]

## Harci alkalmazás
A TAR–21-est a Givati dandár tesztelte a második palesztin intifáda idején végrehajtott Védőpajzs-hadművelet során és kedvező tapasztalatokat szereztek a fegyverrel. Bár a fegyver jó tulajdonságokkal rendelkezik, az M16-os és változatai még egy ideig szolgálatban maradnak, mert olcsóbbak, mint a Tavor. Izrael egyelőre nem kezdte meg a sorozatgyártást, de különleges alakulatok már használják.

## Külső hivatkozások
- A fegyvert gyártó Israel Weapon Industries Ltd. (IWI) honlapja